# Prix littéraires du Gouverneur général 1939
Liste des Prix littéraires du Gouverneur général pour 1939, chacun suivi du gagnant.

## Anglais
- Prix du Gouverneur général : romans et nouvelles de langue anglaise : Franklin D. McDowell, The Champlain Road.
- Prix du Gouverneur général : poésie ou théâtre de langue anglaise : Arthur S. Bourinot Under the Sun.
- Prix du Gouverneur général : études et essais de langue anglaise : Laura G. Salverson, Confessions of an Immigrant's Daughter.